# Danish Dance Awards
Danish Dance Awards var en dansk prisuddeling indenfor dancemusik der blev uddelt i 2001 og 2002. Prisuddelingen var en pendant til Danish Music Awards, og var godkendt af IFPI Danmark.
Priserne blev uddelt på baggrund af nomineringer fra et dommer-akademi bestående af anmeldere, musikchefer, indkøbschefer og professionelle DJs fra Ideal Promotion. Vinderne blev udpeget af dommer-akademiet samt danskere, der havde stemt på internettet (på nær enkelte kategorier).

## Vindere

### Danish Dance Awards 2001
Danish Dance Awards 2001 blev afholdt den 28. april 2001 i Falkoner Centret. De optrædende til showet var bl.a. Fragma, Safri Duo, Me & My, Barcode Brothers, Hampenberg, DJ Encore, Filur, Cargo, Kristine Blond, Infernal, Ringo Brothers, Bikini, og Nicole.
Udvalgte vindere
- Årets nye danske navn: Safri Duo
- Årets producere: Morten Friis, Uffe Savery og Michael Parsberg
- Årets danske dance hit: Safri Duo – "Played-A-Live (The Bongo Song)"

### Danish Dance Awards 2002
Danish Dance Awards 2002 blev afholdt den  20. april 2002 i KB-Hallen. Værten var Lars Herlow. Et sammendrag fra prisuddelingen blev vist på DR1 senere samme aften. I forbindelse med showet blev der udgivet et opsamlingsalbum med titlen Danish Dance Awards 2002, der bl.a. indeholdt sange med de nominerede og optrædende. Der blev ligeledes produceret en temasang til showet af Matanka med titlen "Lost in a Dream", produceret af danske Michael Parsberg og belgiske Svenson & Gielen.
De optrædende til showet var DJ Aligator, Dr. Alban, Lasgo, Hampenberg, Musikk, Ian van Dahl, Nicole Stokholm featuring Me & My, Jascha Richter, Da Buzz, Mukupa featuring Kid Creole, P-Control, og Scooters. 
| Kategori                               | Vinder                                                        | Nominerede |
| -------------------------------------- | ------------------------------------------------------------- | --- |
| Årets Danske Dance Club Hit            | DJ Encore featuring Engelina – "I See Right Through to You"   | - Brother Brown presents Frankee – "Starcatching Girl" - Filur – "I Want You" - Infernal – "Sunrise" - Safri Duo – "Samba Adagio" |
| Årets Internationale Dance Club Hit    | Kylie Minogue – "Can't Get You Out of My Head"                | - IIO – "Rapture" - Lasgo – "Something" - Mary J. Blige – "Family Affair" - Roger Sanchez – "Another Chance" |
| Årets Danske Dance Club Album          | Safri Duo – Episode II                                        | - DJ Encore featuring Engelina – Intuition - Infernal – Muzaik |
| Årets Internationale Dance Club Album  | Destiny's Child – Survivor                                    | - Basement Jaxx – Rooty - Roger Sanchez – First Contact |
| Årets Danske Dance Remix               | Beatchuggers for Safri Duo – "Baya Baya" (Beatchuggers Mix)   | - DJ Asle Mix for DJ Encore featuring Engelina – "High on Life" (DJ Asle Mix) - Funkstar De Luxe for Funkstar De Luxe vs Bob Dylan – "All Along the Watchtower" - Morten Trøst for EyeQ – "I Want What She's Got" (Mr. Trust Club Mix) - Spanish Fly for Erann DD – "Still Believing" (Spanish Fly Remix) |
| Årets Internationale Dance Remix       | Danny Tenaglia for Depeche Mode – "I Feel Loved"              | - Above & Beyond for Madonna – "What It Feels Like for a Girl" (Above & Beyond Remix) - Different Gear for The Ones – "Flawless" (Different Gear Remix) - Future Breeze for Safri Duo – "Baya Baya" (Future Breeze Mix) - Irv Gotti for Jennifer Lopez – "I'm Real" (Murder Remix)                        |
| Årets Nye Danske Dance Navn            | DJ Encore featuring Engelina                                  | - EyeQ - Musikk - Vinello - Ôrtz |
| Årets Nye Internationale Dance Navn    | Gigi D'Agostino                                               | - IIO - Lasgo - Roger Sanchez - The Supermen Lovers |
| Årets Danske Dance Producer            | Morten Friis, Uffe Savery, og Michael Parsberg for Safri Duo  | - Andreas B. Hemmeth, Michael Parsberg, Jakob Stavnstrup, og Jensen & Larsson for DJ Encore featuring Engelina. - Kasper Bjørke og Thomas Barfod for Filur |
| Årets Danske Dance Compilation         | Diverse kunstnere – Club Gorgeus Vol. 4: Mixet af LP Støvring | - Diverse kunstnere – Cool Cuts Vol. 1 - Diverse kunstnere – Music for Dreams |
| Årets Internationale Dance Compilation | Diverse kunstnere – MTV Ibiza 2001                            | - Diverse kunstnere – Club Classics - Naked Music – Nude Dimensions 3 |
| Årets Pladeselskab/Label               | Universal Music A/S                                           | - EMI Music Denmark - Iceberg Records / Bigstar Records |
| Årets Danske Dance Video               | Safri Duo – "Baya Baya"                                       | - DJ Encore featuring Engelina – "I See Right Through to You" - EyeQ – "I Want What She's Got" - Hampenberg – "Ducktoy" |
| Årets Internationale Dance Video       | Kylie Minogue – "Can't Get You Out of My Head"                | - Basement Jaxx – "Where's Your Head At?" - Gorillaz – "Clint Eastwood" - Michael Jackson – "You Rock My World" - Outkast – "Ms. Jackson" |
| Årets Danske Upfront-DJ                | Rune RK                                                       | |
| Årets Internationale DJ                | Judge Jules                                                   | |
| DJ & Dance Prisen                      | Freedom                                                       | |
| Dancechart.dk-prisen                   | Safri Duo                                                     | - Destiny's Child - Infernal - Jennifer Lopez - Shaggy |
| Folkets Pris                           | Safri Duo                                                     | |